# بيل هولتسكلاو
وليام لوفيت هولتسكلاو (بالإنجليزية: William Lovette Holtzclaw)‏ (ولد في 12 مايو 1964 في إلين، الولايات المتحدة) سياسي جمهوري أمريكي. يخدم كعضو في مجلس شيوخ ولاية ألاباما عن المنطقة الثانية منذ عام 2010.

## السيرة الذاتية

### النشأة
ولد وليام لوفيت هولتسكلاو في 12 مايو 1964 في إلين في ولاية أركنساس. درس في مدرسة جونزبورو الثانوية في جونزبورو في ولاية أركنساس. تخرج من جامعة أثينا الحكومية حيث حصل على بكالوريوس العلوم. خدم في قوات مشاة بحرية الولايات المتحدة من 1983 إلى 2003.

### المسيرة المهنية
خدم في سلاح البحرية الأمريكي حتى عام 2003. خدم في عملية عاصفة الصحراء في العراق في عام 1991 وبعد ذلك في عملية استعادة الأمل في مقديشو في الصومال من 1992 إلى 1993. كما عمل في مدرسة الذخيرة في مشاة البحرية في ريدستون أرسنال بالقرب من هنتسفيل في ولاية ألاباما. في عام 2006 عمل في شركة واشوفيا للأوراق المالية.
في عام 2010 تم انتخابه في المقاطعة الثانية في مجلس شيوخ ولاية ألاباما وأعيد انتخابه لولاية ثانية في عام 2014.

### الحياة الشخصية
متزوج من بام حبيبته في المدرسة الثانوية ولديهما طفلان. يعيشون في ماديسن في ولاية ألاباما ويحضرون الكنيسة الميثودية المتحدة.